# Nepenthes rafflesiana
Nepenthes rafflesiana är en tvåhjärtbladig växtart som beskrevs av William Jack. Nepenthes rafflesiana ingår i släktet Nepenthes och familjen Nepenthaceae. Inga underarter finns listade i Catalogue of Life.

## Bildgalleri

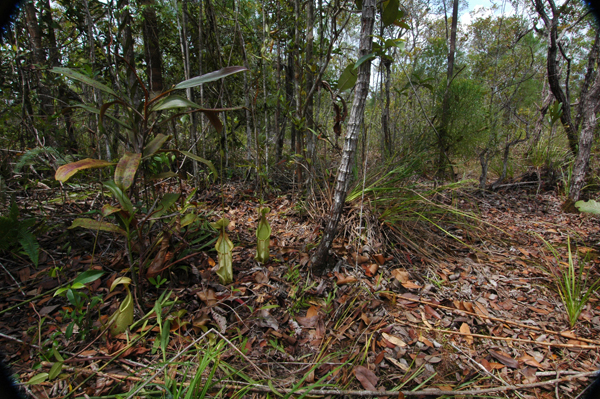
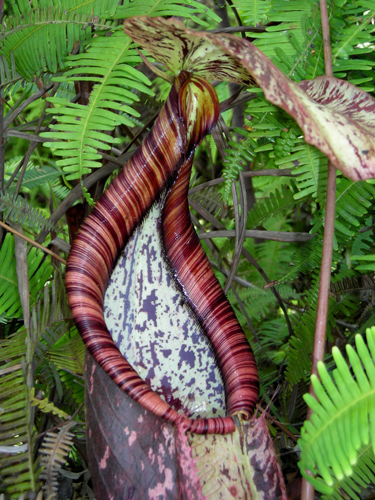
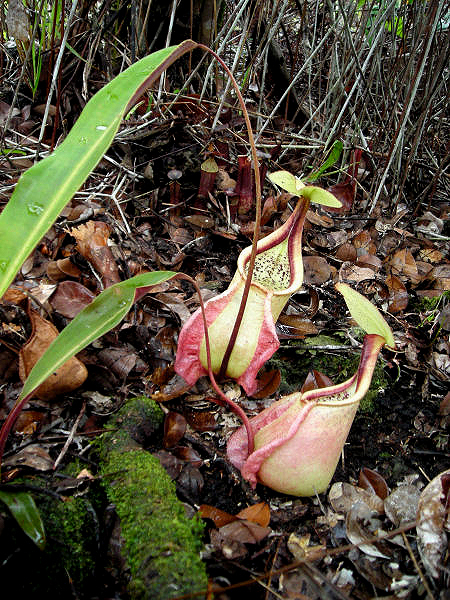
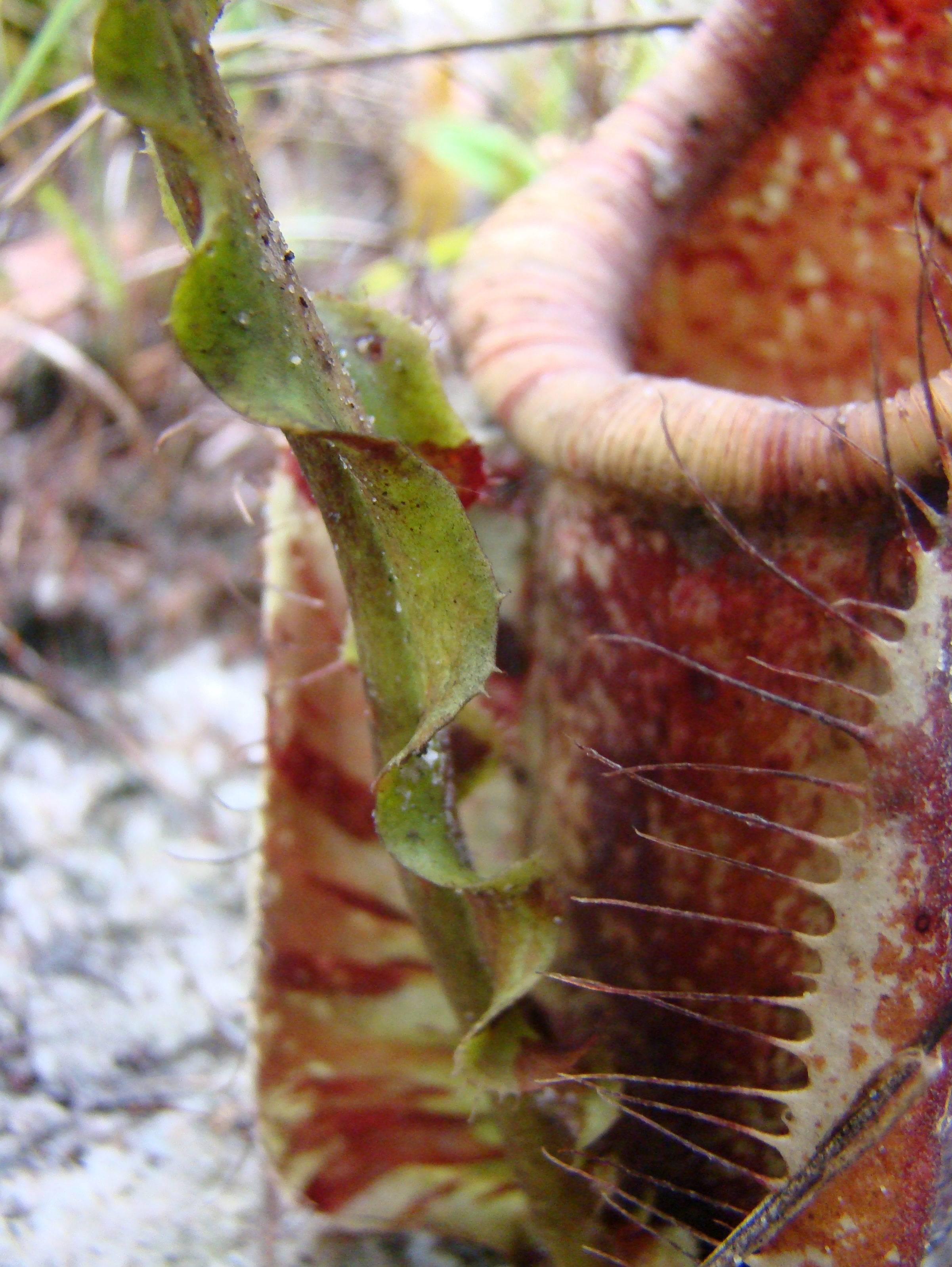
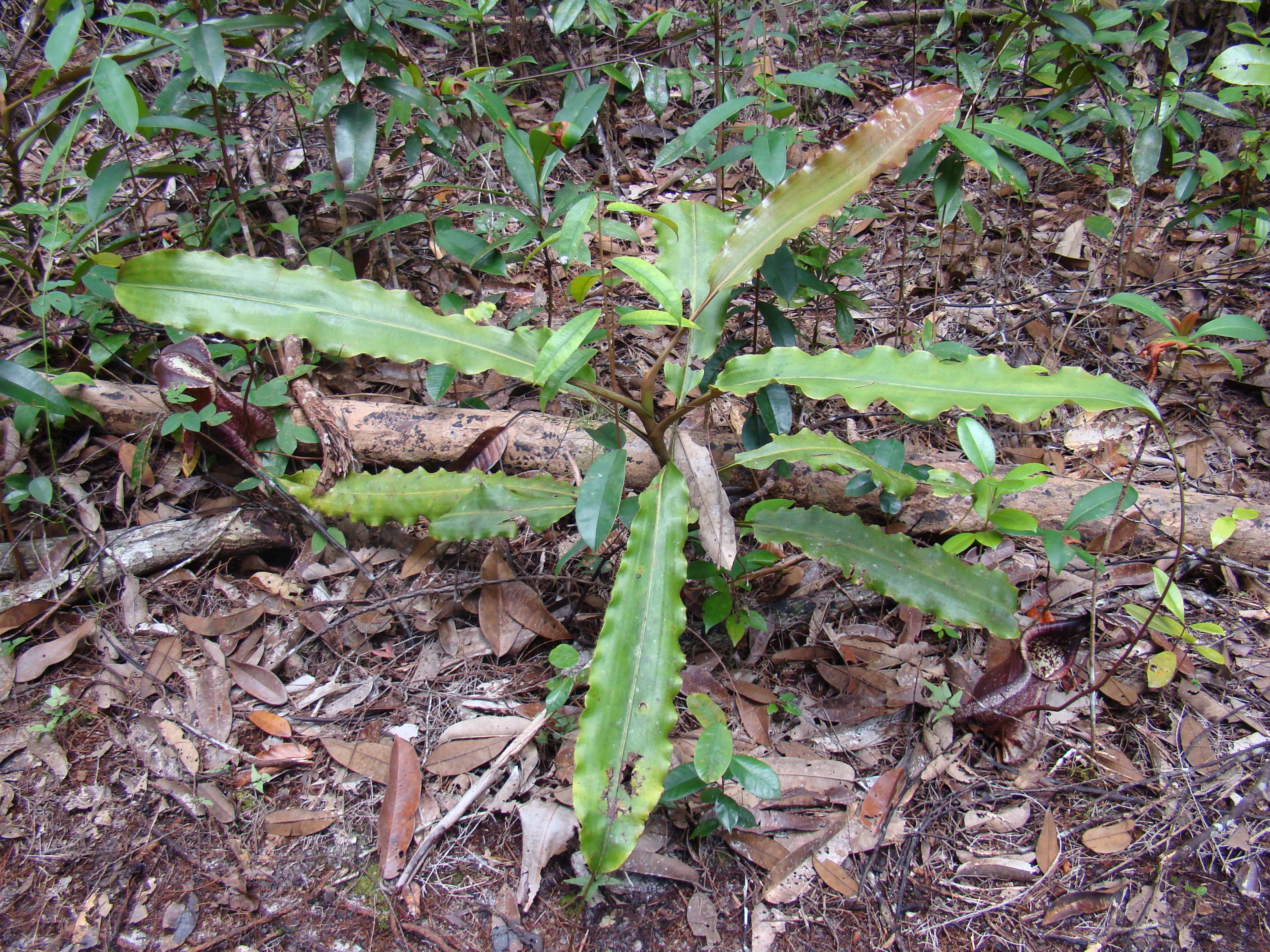
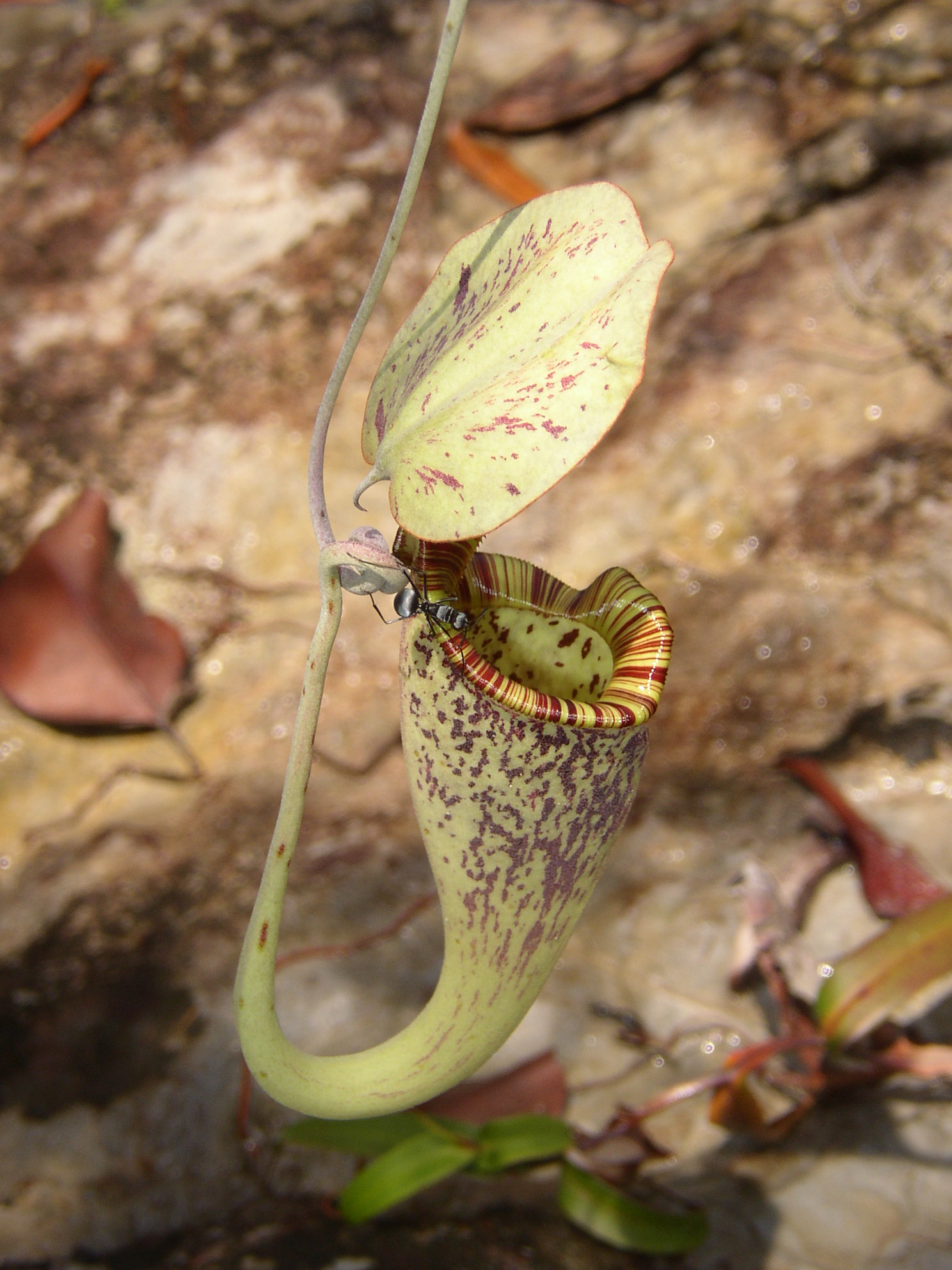